# Bettina Engelking
Bettina Engelking es una deportista alemana que compitió para la RFA en taekwondo. Ganó dos medallas en el Campeonato Europeo de Taekwondo en los años 1986 y 1988.

## Palmarés internacional
| Campeonato Europeo | Campeonato Europeo | Campeonato Europeo | Campeonato Europeo |
| Año                | Lugar              | Medalla            | Categoría          |
| ------------------ | ------------------ | ------------------ | ------------------ |
| 1986               | Seefeld (Austria)  | Medalla de plata   | –47 kg             |
| 1988               | Ankara (Turquía)   | Medalla de bronce  | –47 kg             |